# Willi Heeks
Willi Heeks, nemški dirkač Formule 1, * 13. februar 1922, Moorlage, Nemčija, † 13. avgust 1996, Bocholt, Nemčija.
Willi Heeks je pokojni nemški dirkač Formule 1. Debitiral je na domači dirki za Veliko nagrado Nemčije v sezoni 1952, kjer je odstopil v sedmem krogu. V svoji karieri je nastopil le še na domači dirki za Veliko nagrado Nemčije v sezoni 1953, kjer je odstopil v osmem krogu. Umrl je leta 1996.

## Popolni rezultati Formule 1
(legenda) (odebeljene dirke pomenijo najboljši štartni položaj, poševne pa najhitrejši krog, †-uvrščen kljub odstopu)
| Leto | Moštvo      | Šasija         | Motor   | 1   | 2   | 3   | 4   | 5   | 6       | 7       | 8   | 9   | Prv | Toč |
| ---- | ----------- | -------------- | ------- | --- | --- | --- | --- | --- | ------- | ------- | --- | --- | --- | --- |
| 1952 | Willi Heeks | AFM 50 (M8)    | BMW     | ŠVI | 500 | BEL | FRA | VB  | NEM Ret | NIZ     | ITA |     | -   | 0   |
| 1953 | Willi Heeks | Veritas Meteor | Veritas | ARG | 500 | NIZ | BEL | FRA | VB      | NEM Ret | ŠVI | ITA | -   | 0   |